# ブルーノ (映画)
『ブルーノ』（原題: Brüno）は、2009年にアメリカで公開された、サシャ・バロン・コーエン主演のコメディ映画・ドキュメンタリー映画。DVD表記は『brüno』である。1998年にイギリスのテレビ番組『The Paramount Comedy Channel』に登場したキャラクター、『ブルーノ』が主人公。ブルーノはオーストリア人でゲイのファッション・レポーター。

## 概要
この作品の大きな特徴は、「法には反していない」タブーに挑んだことにある。
ブルーノというキャラクターは確かに架空の人物だが、実際に行ったこと（ミラノのファッションショーで全身マジックテープの服を着て混乱させる、イスラエルとパレスチナの政治家や教授の間に入って「会合」を開く、アフリカでiPodと交換に養子をもらう、アラバマでハンターたちに同行するなど）は本当であり、周囲の人の反応もやらせなどではなく実際のものである。
そのため、撮影中にコーエンら一行は通報され、何度か逮捕されそうになり（実際に逮捕されたこともある）、撮影後にはPLOの武装組織による声明文発表、オーストリアでの上映ボイコットなどのハプニングに見舞われた。

## ストーリー
オーストリアの人気番組の司会者のブルーノは、ハリウッドでセレブ（有名）になるために、中東紛争解決をしようとしたり、iPodと赤ちゃんを交換するなど、彼が考えるセレブになる方法を実践していく。

## キャスト
役名 - 俳優（ソフト版日本語吹き替え）
- ブルーノ（Brüno Gehard） - サシャ・バロン・コーエン（牛山茂）
- ルッツ - グスタフ・ハマーステン（菅原淳一）